# John Forrest

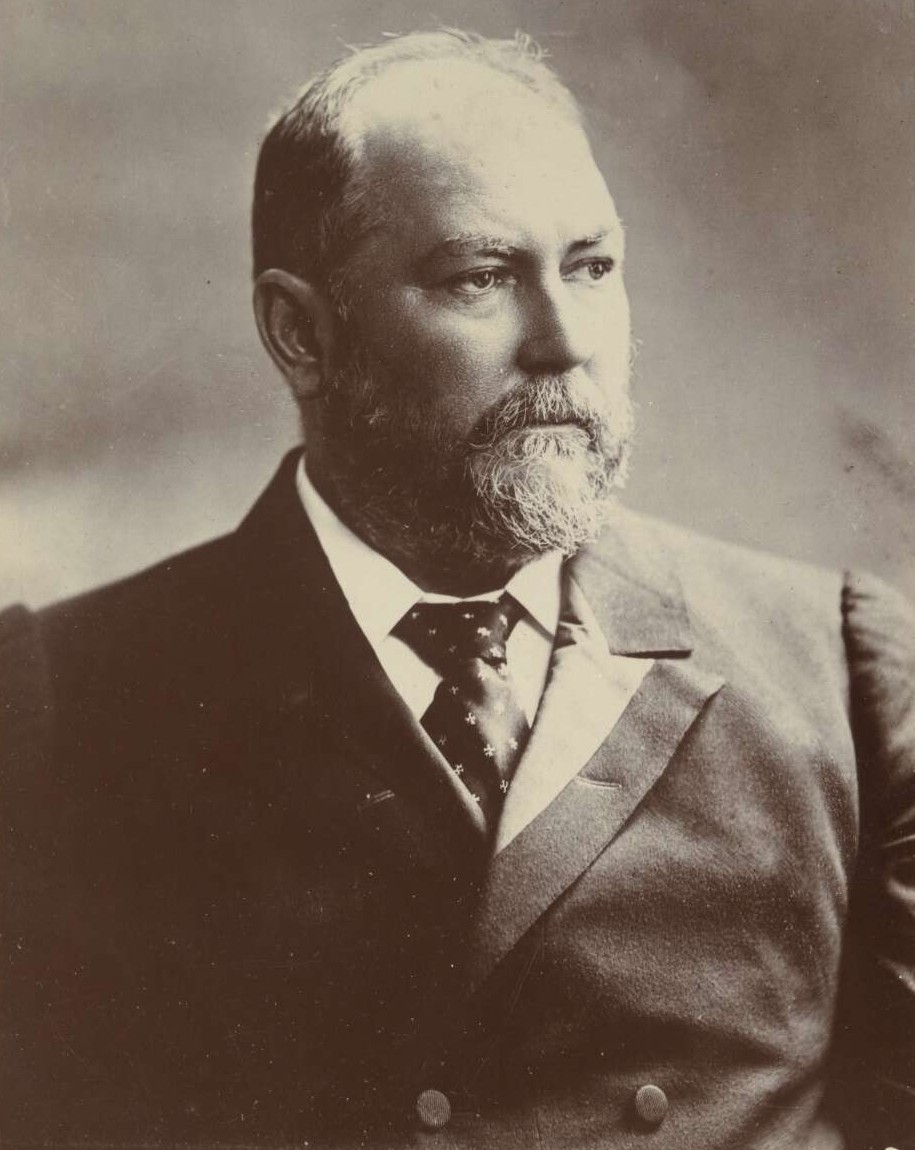
John Forrest, 1898.

John Forrest, född 22 augusti 1847, död 2 september 1918, var en australisk upptäcktsresande och politiker. Han var bror till Alexander Forrest.
Forrest ägande sig efter flera framgångsrika upptäcktsresor från 1875 åt politiken. Som commissioner för statsjordar i Västaustralien gjorde han sig därefter bemärkt för duglighet och framsynthet och anses ha stor andel i kolonins uppsving under 1800-talets senare del. Efter det Australiska statsförbundets bildande innehade Forrest, som tillhörde de konservativa, upprepade gånger olika ministerposter. Han tillhörde även Billy Hughes koalitionsministär 1917-18.